# 墨盘街道
墨盘乡，是中华人民共和国辽宁省大連市普兰店区下辖的一个乡镇级行政单位。

## 行政区划
墨盘乡下辖以下地区：
王山头村、河沿村、中山村、墨盘村、于屯村、荒地村、滕屯村、石岭村和梨树房村。